# دانيلو بوبيفودا
دانيلو بوبيفودا (بالسلوفينية: Danilo Popivoda)‏ ، من مواليد 1 مايو 1947 ، لاعب كرة قدم يوغسلافي سابق.
لعب مع نادي إنتراخت براونتشفيغ الألماني من 1975 إلى 1981.
كما لعب مع منتخب يوغسلافيا لكرة القدم.

## مسيرته الكروية
لعب دانيلو بوبيفودا خلال مسيرته الاحترافية مع ناديين في سبعة عشر موسمًا وسجل خلالها 88 هدفًا ضمن 356 مباراة. ولم يفز بأي موسم بالكأس أو بالدوري.
خاض دانيلو بوبيفودا مسيرته مع نادي أولمبيا ليوبليانا في موسم 1965–66 في المرة الأولى ليلعب معه عشرة مواسم ثم في موسم 1981–82 لمدة موسم واحد، مشاركًا طوالها في 227 مباراة سجل خلالها 58 هدفًا. ثم انتقل إلى نادي آينتراخت براونشفايغ في موسم 1975–76 ليلعب معه ستة مواسم، حيث شارك في 129 مباراة سجل خلالها 30 هدف.

## روابط خارجية
- دانيلو بوبيفودا على موقع الاتحاد الدولي (مؤرشف)  (الإنجليزية)
- دانيلو بوبيفودا على موقع الاتحاد الأوربي (الإنجليزية)
- دانيلو بوبيفودا على موقع قاعدة بيانات كرة القدم.إي يو (الإنجليزية)
- دانيلو بوبيفودا على موقع ناشيونال فوتبول تيمز (الإنجليزية)
- دانيلو بوبيفودا على موقع عالم كرة القدم.نت (الإنجليزية)